# استراژوف (اسلواکی)
استراژوف (به لاتین: Strážov) یک کوه در اسلواکی است که در شهرستان ایلاوا واقع شده‌است. استراژوف ۱٬۲۱۳ متر بالاتر از سطح دریا واقع شده‌است.